# Kunti

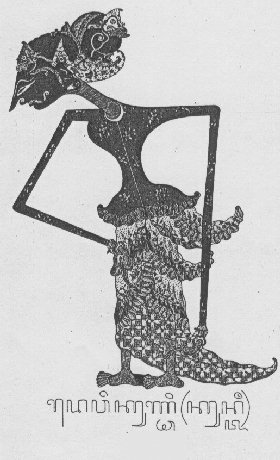
Kunti.

Kunti Devi (em sânscrito:  कुंती Kuṃtī) é uma personagem histórica da antiga Índia. Sua história é contada no épico Mahabharata e no Bhagavata Purana. Por sua devoção a Krishna, Kunti é uma figura de grande importância em muitas tradições hindus, e especialmente entre os Vaishnavas. 
Uma série de orações de Kunti foram publicadas nos anos 1970 como parte de um livro de Srila Prabhupada, intitulado "Ensinamentos da Rainha Kunti". Ali, Prabhupada faz comentários filosóficos sobre as orações oferecidas por Kunti nos versos 18 a 43 do oitavo capítulo do Bhagavata Purana.